# 阿尔卡季·米格达尔
阿尔卡季·贝努索维奇·“本尼迪克托维奇”·米格达尔（俄语：Арка́дий Бе́йнусович "Бенеди́ктович" Мигда́л，羅馬化：Arkady Beynusovich "Benediktovich" Migdal，1911年3月11日—1991年2月9日），出生于俄罗斯帝国利达，苏联物理学家，苏联科学院院士。他提出了一些公式，来解释朗道–波梅兰丘克–米格达尔效应，即在高能或高密度情形下轫致辐射和对产生的反应截面会减小。

## 生平
1991年，米格达尔逝世于美国新泽西州普林斯顿。
他的儿子亚历山大·阿尔卡季耶维奇·米格达尔也是一位著名的物理学家。

## 著作
- Arkadiĭ Beĭnusovich Migdal & Vladimir Pavlovich Kraĭnov. . translation from Russian by Irene Verona Schensted. NEO Press. 1968.
- Migdal, A.B. . 1977. ISBN 0-8053-7064-1.